# Epidendrum latilabre
Epidendrum latilabrum Lindl. (anteriormente Epidendrum latilabre) é uma espécie de orquídea epífita, portando folhas carnosas e lanceoladas de cor verde-claro. Hastes florais curtas de 10 centímetros de comprimento, portando de duas a cinco flores. Flor de 3 centímetros de diâmetro, de cor verde-claro-brilhante, algo diáfanas (parecem ser de vidro); labelo rombudo e reniforme da mesma cor.
Ocorre como planta epífita na mata atlântica úmida do Brasil centro-oriental.
Floresce no verão, geralmente em janeiro e fevereiro.